# 大和田二星網蛾
大和田二星網蛾（学名：Banisia owadai）为網蛾科二星網蛾屬下的一个种。